# Гусборн
Гусборн (нем. Gusborn) — община в Германии, в земле Нижняя Саксония.
Входит в состав района Люхов-Данненберг. Подчиняется управлению Эльбталауэ. Население составляет 1286 человек (на 31 декабря 2010 года). Занимает площадь 48,3 км2.
Коммуна подразделяется на 6 сельских округов.